# Jezioro Legińskie
Jezioro Legińskie – jezioro w województwie warmińsko-mazurskim, w powiecie kętrzyńskim, w gminie Reszel, w dorzeczu Sajny.
Powierzchnia zwierciadła wody według różnych źródeł wynosi od 220,0 ha do 230,0 ha do 230,7 ha.
Zwierciadło wody położone jest na wysokości 103,2 m n.p.m. Średnia głębokość jeziora wynosi 12,1 m, natomiast głębokość maksymalna 37,2 m.
Jezioro w XVIII w. miało kształt zbliżony do prostokąta (mapa Enderscha), a współcześnie jego kształt przypomina nieforemny półksiężyc. Zmiana kształtu jeziora widoczna jest na współczesnej mapie (z roku 1979) – tam gdzie było niegdyś jezioro występują tereny bagienne. Jezioro ma długość ok. 2,5 km, a największą szerokość ok. 1,5 km. Na południowo-wschodnim brzegu jeziora znajduje się rybaczówka. W tym miejscu jezioro jest najszersze. Odległość od rybaczówki do wyspy na jeziorze wynosi ok. 1 km. Na cieku wypływającym z jeziora już w średniowieczu (Grodzki Młyn) funkcjonował młyn wodny. Do jeziora wpływa woda z pobliskiego, położonego na wschodzie Jez. Widryńskiego.
W oparciu o badania przeprowadzone w 2003 roku wody jeziora zaliczono do II klasy czystości.
Ma na to wpływ otulina leśna - lasy i zadrzewienia zajmują ok. 70% linii brzegowej. W jeziorze występuje sielawa. Woda w jeziorze jest bardzo przejrzysta, przy nurkowaniu należy uważać na zaczepy – zatopione drzewa po wycince lasu prowadzonej w 1964 na stromej skarpie przy wschodnim brzegu jeziora. Płetwonurkowie bezskutecznie poszukują tu zatopionego jachtu admirała Fischera, ostatniego przed II wojną światową właściciela Łężan.
Na brzegu jeziora rozmieszczone są liczne kładki dla wędkarzy, z których można korzystać po wykupieniu pozwolenia na wędkowanie. Nad jeziorem nie ma ośrodków wypoczynkowych i zagospodarowanych plaż. Mieszkańcy okolicznych wsi korzystają z dzikich plaż: w lesie na wschodnim brzegu jeziora mieszkańcy Łężan, na północnym brzegu mieszkańcy Legin oraz plaży położonej w lesie na  zachodnim brzegu jeziora (od strony Samławek). Ta ostatnia plaża jest w pobliżu ok. 400 letniego dębu, przy którym do 1945 znajdował się drewniany dworek myśliwski Fischerów z Łężan.
Jezioro należy do Uniwersytetu w Olsztynie.